# Fédération française des échecs
Pour les articles homonymes, voir FFE.
La Fédération française des échecs (FFE) est une association qui a pour but de favoriser, de contrôler et de diriger la pratique du jeu d'échecs sur le territoire français. Affiliée à la Fédération internationale des échecs, la FFE organise chaque année des championnats de France dans de nombreuses catégories.

## Historique
La Fédération française des échecs est fondée le 19 mars 1921 sous le régime de la loi du 1er juillet 1901 et déclarée en préfecture le 20 mai 1921.
Après avoir reçu l'agrément jeunesse et éducation populaire, la FFE est reconnue fédération sportive le 19 janvier 2000.
En 2007, la FFE signe une convention avec le ministère de l'Éducation nationale d'une durée de 3 ans, reconduite en 2011,.
Au terme d'un processus engagé depuis plusieurs années, la FFE reçoit, par un arrêté du 28 mars 2022, le statut de fédération sportive délégataire pour une période allant jusqu'au 31 décembre 2025. 
Le 23 mai 2022, la FFE devient membre du Comité national olympique et sportif français. Cette demande est acceptée à plus de 85 % des voix lors de l'assemblée générale du CNOSF.
Le président actuel de la Fédération est Éloi Relange, élu pour la première fois en 2021, puis réélu en 2024.

## Organisation
La FFE compte plus de 76 000 licenciés répartis dans plus de 900 clubs à la fin de la saison 2023-2024.
La FFE s'appuie sur l'action territoriale de ses organes déconcentrés : 19 ligues régionales et 103 comités départementaux.  
L'assemblée générale de la FFE, réunie une fois par an, est composée des représentants des clubs affiliés à la Fédération. 
Le comité directeur, composé de 25 membres, est l'instance dirigeante dans le cadre des orientations définies en assemblée générale.  
Le bureau fédéral, composé de 8 membres dont le président de la FFE, est l'organe exécutif chargé de la mise en application des décisions prises par le comité directeur et de la gestion courante.

## Liste des présidents de laFFE
- Henri Delaire (1921-1922)
- Fernand Gavarry (1922-1929)
- Léon Tauber (1929-1932)
- Pierre Biscay (1932-1955)
- Marcel Berman (1955-1958)
- Jean Stevenot (1958-1960)
- Paul Garret (1960-1962)
- Pierre Augeix (1962-1970)
- Fernand Supper – Raoul Bertolo (1970-1976 et 1987-1989)
- Jacques Lambert (1976-1987)
- Jean-Claude Loubatière (1989-2004)
- Georges Beck (2004) ad interim
- Jean Bertrand (2004-2005) ad interim
- Jean-Claude Moingt (2005-2011)[9]
- Henri Carvallo (2011-2013)
- Diego Salazar (2013-2016)[10]
- Didier Fretel (26 mars - 23 avril 2016) ad interim[11],[12]
- Stéphane Escafre (23 avril 2016-décembre 2016) ad interim[13],[14]
- Bachar Kouatly (10 décembre 2016-décembre 2020)[15].
- Yves Marek  ad interim
- Éloi Relange (avril 2021-)

## Évolution du nombre de licenciés
| Saison    | Nombre de licenciés, | Remarques                                  |
| --------- | -------------------- | ------------------------------------------ |
| 1999-2000 | 39 978               |                                            |
| 2000-2001 | 44 385               |                                            |
| 2001-2002 | 46 493               |                                            |
| 2002-2003 | 52 276               |                                            |
| 2003-2004 | 53 016               |                                            |
| 2004-2005 | 52 087               |                                            |
| 2005-2006 | 50 788               |                                            |
| 2006-2007 | 51 731               |                                            |
| 2007-2008 | 50 693               |                                            |
| 2008-2009 | 53 840               |                                            |
| 2009-2010 | 54 571               |                                            |
| 2010-2011 | 56 675               |                                            |
| 2011-2012 | 60 472               |                                            |
| 2012-2013 | 63 097               |                                            |
| 2013-2014 | 58 491               |                                            |
| 2014-2015 | 57 414               |                                            |
| 2015-2016 | 58 385               |                                            |
| 2016-2017 | 55 976               |                                            |
| 2017-2018 | 54 860               |                                            |
| 2018-2019 | 54 082               |                                            |
| 2019-2020 | 50 883               | Saison marquée par la pandémie de Covid-19 |
| 2020-2021 | 36 348               | Saison marquée par la pandémie de Covid-19 |
| 2021-2022 | 56 246               |                                            |
| 2022-2023 | 68 203               |                                            |
| 2023-2024 | 76 148               |                                            |

## Compétitions
La FFE organise les compétitions nationales individuelles et par équipes, pour différentes cadences de jeu classique ou rapide.

### Cadences de jeu classique
- Championnat de France d'échecs (individuel) depuis 1923 ;
- Championnat de France d'échecs des jeunes (individuel, moins de 20 ans) ;
- Championnat de France d'échecs des clubs depuis 1980 ;
- Coupe de France d'échecs des clubs depuis 1961.

### Cadences de jeu rapide
- Championnat de France d'échecs de parties rapides (individuel) ;
- Championnat de France d'échecs de blitz (individuel).

## Publications
La FFE édite la revue Échec & mat junior, un support pédagogique mensuel destiné à l'enseignement du jeu d'échecs aux jeunes publics (dans les clubs, dans les écoles). Elle diffuse des bulletins électroniques gratuits : FFE News et La lettre du dirigeant. 

## Formation et diplômes
Dotée d'une direction nationale du développement par l'emploi et la formation, la FFE délivre plusieurs diplômes :
- diplôme d'initiateur (DIFFE) ;
- diplôme d'animateur (DAFFE 1er degré) ;
- diplôme d'éducateur (DAFFE 2e degré) ;
- diplôme de professeur (DAFFE 3e degré) ;
- diplôme d'entraîneur (DEFFE 1er degré) ;
- diplôme de maître-entraîneur (DEFFE 2e degré).

## Identité visuelle

Logo utilisé de 2005 à août 2023.
Logo utilisé à partir d'août 2023.

## Dérives et controverses au sein de la Fédération

### Anciens présidents de la Fédération
Le 26 mars 2016, à la suite de différents incidents de séance, l'assemblée générale de la FFE vote la révocation ad nutum de son président, Diego Salazar, par 600 voix contre 303,. Selon les dispositions statutaires et en l'absence de vice-président, l'intérim est assuré par le secrétaire général, Didier Fretel,,. Lors du comité directeur du 23 avril, après avoir fait adopter une recomposition du bureau fédéral (vote n° 17), Didier Fretel démissionne. Le premier vice-président, Stéphane Escafre assure alors l’intérim jusqu'à l'assemblée élective dont la date vient d'être fixée au 10 décembre 2016 (vote n°3). Bachar Kouatly est alors élu avec 63,5 % des voix.
Le 21 mai 2018, une assemblée générale spécialement convoquée à cet effet entérine le transfert du siège social de la fédération, au château d'Asnières, à Asnières-sur-Seine. En revanche, une disposition relative à la modification du mode d'exercice des élections est rejetée. 
En mars 2019, le président Bachar Kouatly est accusé de prise illégale d'intérêts. La structure commerciale lui appartenant (Promotion jeux de l'esprit) a obtenu un contrat, notamment auprès de la ville d'Agen, pour organiser des ateliers d'initiation aux échecs auprès des enfants. Or la décision votée par le conseil municipal de la ville d'Agen, portait sur une convention entre la ville et la FFE,,,. Cet épisode a pour conséquence le report exceptionnel de l'assemblée générale statutaire, dont la tenue était initialement prévue le samedi 20 avril 2019 à Hyères. En juillet 2019, Roxana Maracineanu, ministre des Sports et tutelle de la FFE, répond aux questions posées par deux députés en avril et annonce qu'une mission d'inspection générale est en cours sur ce sujet,.
Une assemblée générale se déroule le 5 décembre 2020. Elle s'oppose à la motion de prorogation du mandat du comité directeur jusqu'à l'assemblée générale du 3 avril 2021. Bachar Kouatly démissionne de son poste de président le 9 décembre. Yves Marek, vice président depuis le 28 novembre 2020, est investi à titre intérimaire à la présidence de la FFE jusqu'à l'assemblée générale d'avril 2021. Malgré le vote de l'assemblée générale, le tribunal de Nanterre prolonge le mandat du comité directeur et du bureau fédéral en raison d'une dérogation valable pendant la crise sanitaire liée à la Covid-19,,.

### Violences sexistes et sexuelles
En 2016, une victime dépose plainte contre l'entraîneur d'échecs Dominique Bellicou pour des viols dont elle a été victime depuis 2011, à partir de l'âge de 8 ans, à son domicile, celui de l’accusé et au club d'échecs. Par la suite, sept autres personnes, dont six mineures (âgées de 8 ans, 9 ans et 17 ans), ont accusé l'éducateur d'agressions sexuelles survenues en milieu scolaire ou dans un club d'échecs. En 2019, plus de dix ans après les premiers signalements, Dominique Bellicou est condamné à dix-neuf ans de prison par la cour d'assises. En 2020, le jury populaire de la cour d'assises de la Haute-Corse, statuant en appel, a rendu son verdict, à savoir vingt ans de réclusion criminelle (dont les deux tiers en peine de sûreté). L'affaire de pédocriminalité n'a jamais été évoquée publiquement par la FFE, aucune information judiciaire n'a été ouverte pour non-dénonciation.
Par ailleurs, dans une lettre ouverte publiée le 3 août 2023, un collectif réunissant joueuses d'échecs, arbitres, entraîneuses et dirigeantes, dénoncent les violences sexuelles ou sexistes subies dans leur discipline,.
Afin de lutter contre ces comportements, la FFE a signé, le 20 avril 2022, un partenariat avec l'association « Colosse aux pieds d'argile », spécialisée dans la lutte contre les violences sexuelles dans le milieu sportif. Ce partenariat aboutit à l'adoption, par le comité directeur de la FFE réuni les 18 et 19 novembre 2023, d'un plan de lutte contre les violences sexistes et sexuelles (VSS), puis à la création d'une cellule de signalement et une autre de prévention pour lesquelles deux personnes sont recrutées en 2025.